# Jordi Mboula
Jordi Mboula Queralt (* 16. März 1999 in Granollers) ist ein spanischer Fußballspieler, der aktuell beim spanischen Verein Racing Santander unter Vertrag steht.

## Familie
Mboula wurde als Sohn eines kongolesischen Vaters und einer spanischen Mutter in Granollers nahe Barcelona geboren. Seine Eltern hatten sich in China kennengelernt, wo Mboula zwei Jahre lebte.

## Karriere
Mboula lernte das Fußballspielen in der Jugend des FC Barcelona. Seine Profikarriere begann er allerdings 2018 bei AS Monaco. Sein Pflichtspieldebüt für die erste Mannschaft in der Ligue 1 gab Mboula am 28. April 2018 gegen SC Amiens. Am 19. Mai 2018 erzielte er beim 0:3-Sieg im Auswärtsspiel gegen Troyes sein erstes Pflichtspieltor im Profifußball.
Nach einer Leistenverletzung im November 2018 stand er auch nach seiner Genesung nicht mehr im Kader des AS Monaco. Für die Saison 2019/20 wurde er an den belgischen Verein Cercle Brügge ausgeliehen. Dort stand er bis Oktober 2019 bei sieben Ligaspielen auf dem Platz. Danach gehörte er nicht mehr zum Spieltagskader.
Ende Januar 2020 wurde die vorzeitige Aufhebung der Ausleihe vereinbart. Mboula wurde dann für den Rest der Saison an den SD Huesca in der Segunda División, der spanischen zweiten Liga, ohne Kaufoption ausgeliehen.
Im Sommer 2020 wechselte er zu RCD Mallorca.
Nach Leihen zu GD Estoril Praia und Racing Santander folgte im Juli 2023 der Wechsel zu Hellas Verona nach Italien. Bereits nach einem halben Jahr verließ er Verona wieder und kehrte zu Racing Santander zurück.

## Erfolge
- Torschützenkönig der UEFA Youth League: 2017